# Kebon Sari
Kebon Sari is een bestuurslaag in het regentschap Mataram van de provincie West-Nusa Tenggara, Indonesië. Kebon Sari telt 8322 inwoners (volkstelling 2010).